# James Waldegrave
James Waldegrave   (1684 - 11 d'abril de 1741) primer Comte de Waldegrave, KG, PC, va ser un diplomàtic britànic que es va exercir com a ambaixador a Àustria i França.

## Biografia
Waldegrave era fill d'Henry, el primer baró Waldegrave i Henrietta Fitz James, la filla il·legítima de Jacobo II i Arabella Churchill . Educat a França,  Waldegrave va heretar el títol del seu pare en 1690.
Després de la mort de la seva esposa, es va convertir del catolicisme romà (la religió en què es va criar) a l'anglicanisme per ocupar el seu seient a la Cambra dels Lords . Va ser breument Senyor de l'alcova el 1723 i novament de 1730 a 1741. Va ser ambaixador extraordinari a França el 1725 i ambaixador a Àustria de 1727 a 1730. Després va succeir a Horatio Walpole com a ambaixador a França de 1730 a 1740. Durant el seu mandat com a ambaixador a França, encara va passar prou temps a Londres per ser un dels governadors fundadors de la nova organització benèfica allà, coneguda com el Foundling Hospital (creat el 1739). En 1729, havia estat creat Comte Waldegrave ia la seva mort en 1741, va ser succeït pel seu fill gran, James.
Sir James va heretar el Castell d'Hever a Kent, que havia estat a la família Waldegrave durant 160 anys (1557-1715). Anteriorment va pertànyer a la Família Bolena ( Ana Bolena, la segona esposa d'Enric VIII ) va passar la seva infància aquí. El títol de Baró es va derivar d'aquest lloc, atorgat a la família el 1643. Era membre de la maçoneria.
Es va considerar massa petit per a Sir James i ho va vendre a principis del segle xviii (1715) a Sir William Humfreys, alcalde de Londres (1714).
Després va fer construir dues noves residències, Navestock New Hall ( Essex ) i Chewton House ( Somerset ), que, a diferència del castell medieval de Hever, va complir els requisits per a les mansions representatives d'una família ambiciosa al segle xviii.

### Matrimoni i fills
El 20 de maig de 1714 es va casar amb Mary Webb (que va morir en donar a llum el 1719), una filla de Sir John Webb, tercer baronet i van tenir tres fills supervivents:
- James Waldegrave, segon comte de Waldegrave (1715-1763).
- John Waldegrave, tercer comte de Waldegrave (1718-1784).
- Lady Henrietta Waldegrave (1717-1753), es va casar en primer lloc amb Lord Edward Herbert, un fill del segon marquès de Powis i va tenir descendència; es va casar en segon lloc amb John Beard (cantant de Covent Garden ).

## Galeria d'imatges

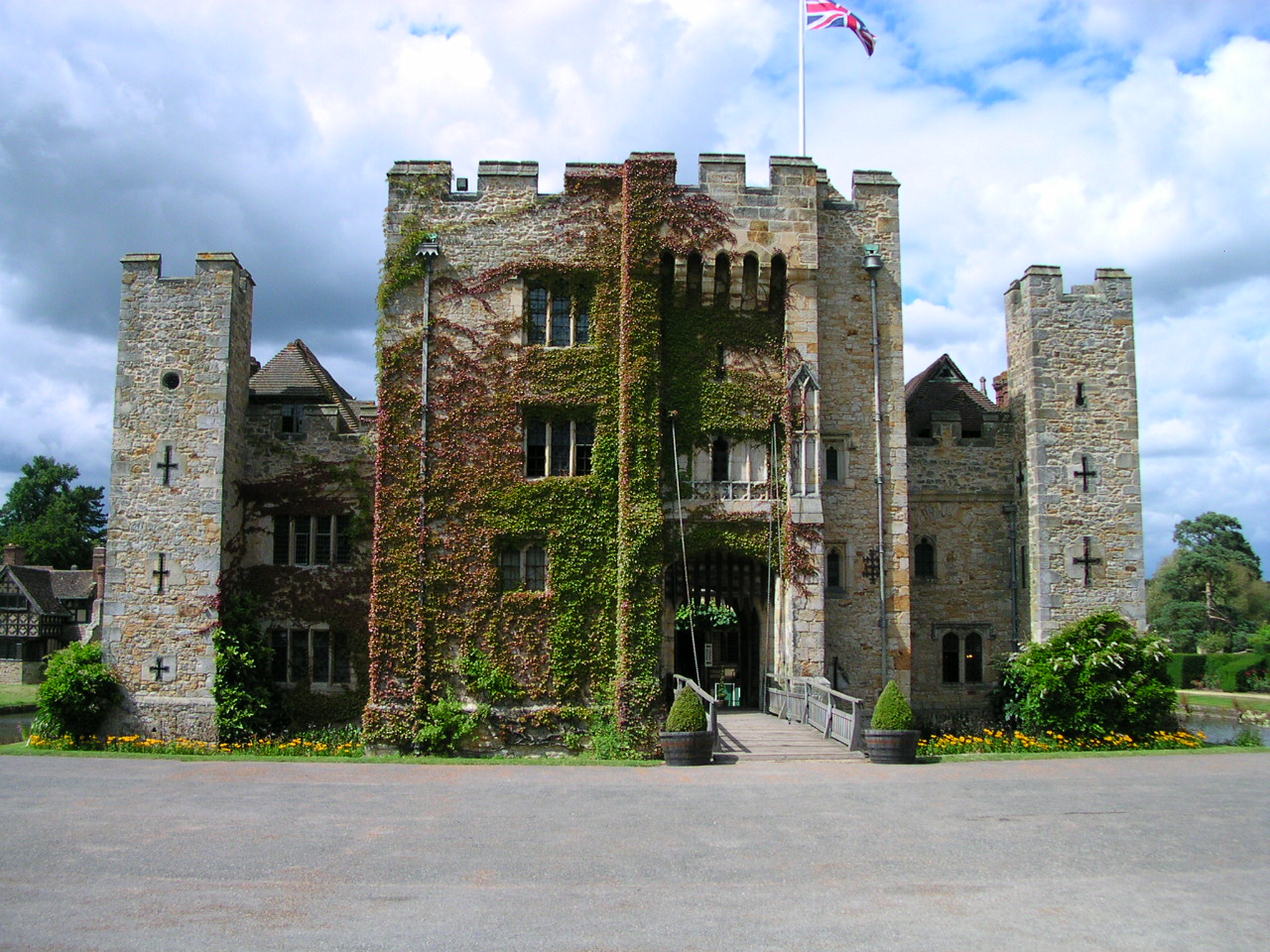
El Castell de Hever (Kent), la principal residència familiar entre de 1557 a 1715
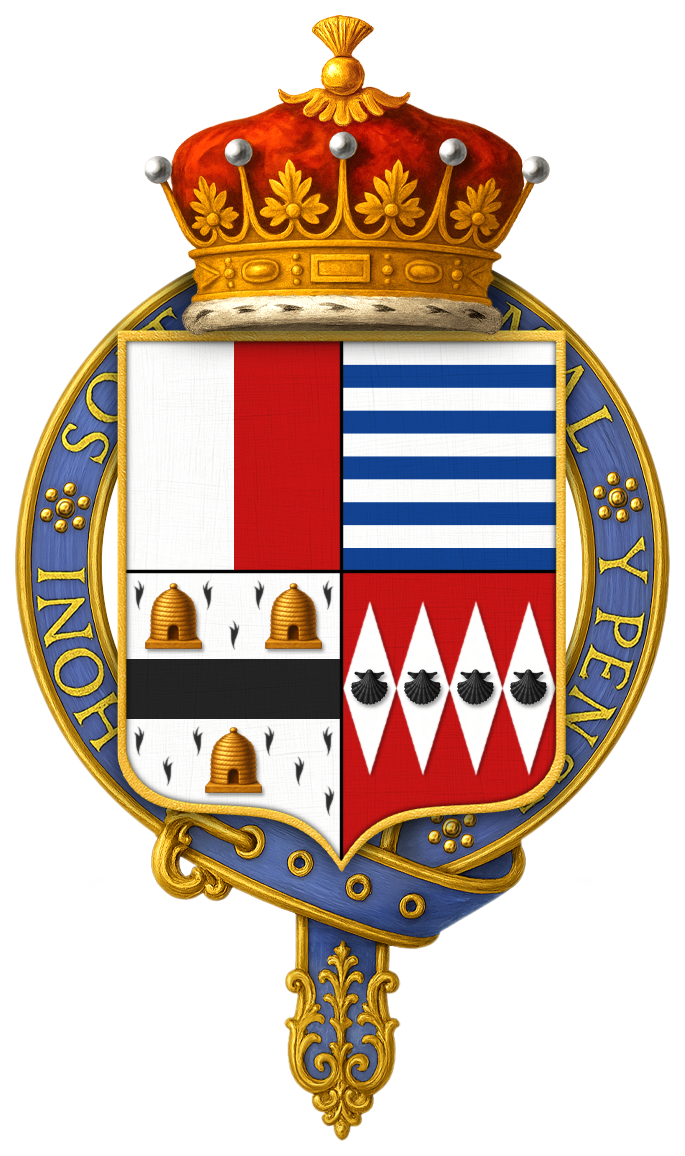
Escut d'armes de James Waldegrave, 1 Conde Waldegrave, KG, PC.